# Herzogiella letestui
Herzogiella letestui är en bladmossart som beskrevs av Hisatsugu Ando 1973 [1974. Herzogiella letestui ingår i släktet spretmossor, och familjen Hypnaceae. Inga underarter finns listade i Catalogue of Life.